# Kosterfjord
Der Kosterfjord ist eine Meeresstraße und unterseeischer Graben an der schwedischen Westküste südlich der Grenze zu Norwegen und südwestlich von Strömstad. Er liegt im nordöstlichen Skagerrak und wird im Westen von den Koster-Inseln und dem südlich von diesen gelegenen Schärengarten und im Osten von den küstennahen Schären begrenzt. Im Norden geht der Kosterfjord in den Säcken über und im Süden in den Väderöfjord.
Der Kosterfjord liegt im schwedischen Nationalpark Kosterhavet. Dieser Nationalpark ist Schwedens erster Meeres-Nationalpark.